# Michel Félix Dunal
Michel Félix Dunal, född 24 oktober 1789 i Montpellier, död 29 juli 1856 där, var en fransk botaniker. Auktorsnamnet Dunal kan användas för Michel Félix Dunal i samband med ett vetenskapligt namn inom botaniken; se Wikipediaartiklar som länkar till auktorsnamnet.
Dunal utgav monografier över ett flertal växtfamiljer, delvis i anslutning till Augustin Pyrame de Candolles Prodromus. Genom sina undersökningar över missbildningar hos växter sökte han närmare grunda metamorfosläran.